# 夏の月
「夏の月」（なつのつき）は、杏里38枚目のシングル。1998年6月10日発売。発売元はフォーライフ・レコード。

## 解説
- ピアノの独奏から始まるバラード。歌詞に地名が直接登場する、神奈川県三浦郡葉山町が曲の舞台となっている。
- USENでも上位にランクされるなど、スマッシュ・ヒットとなった。
- キヤノン「IXY」コマーシャルソング。カップリング曲の「First Season」はハウス食品「完熟トマトとシーフードのカレー」のコマーシャルに使用された[2]。

## 収録曲
作詞：西尾佐栄子　作曲：ANRI　編曲: 小倉泰治
1. 夏の月
キヤノン「IXY」コマーシャルソング
2. First Season
ハウス食品「完熟トマトとシーフードのカレー」コマーシャルソング
3. 夏の月 -Instrumental-

## 関連作品
- MOONLIT SUMMER TALES　（Album Mix）
- Anri The Best
- R134 OCEAN DeLIGHTS　（Retake）